# Большое Каменное (озеро)
Большое Каменное — пресноводное озеро на территории Амбарнского сельского поселения Лоухского района Республики Карелии.

## Общие сведения
Площадь озера — 3,9 км², площадь водосборного бассейна — 57,9 км². Располагается на высоте 71,3 метров над уровнем моря.
Форма озера лопастная, продолговатая: оно почти на девять километров вытянуто с запада на восток. Берега изрезанные, каменисто-песчаные, преимущественно возвышенные.
Через залив в северной части озера протекает река Каменная (в нижнем течении — Домашняя), впадающая в Лоухское озеро, из которого берёт начало река Луокса, приток реки Керети, впадающей, в свою очередь, в Белое море.
В озере более десяти безымянных островов различной площади, однако их количество может варьироваться в зависимости от уровня воды.
К югу от озера проходит лесовозная дорога.
Код объекта в государственном водном реестре — 02020000711102000002576.